# Хокеј на леду на Зимским олимпијским играма 2022.
Хокеј на леду је био део програма Зимских олимпијских игара 2022. које су одржане у кинеском граду Пекингу. Биће то укупно 25. пут да је хокеј на леду био део олимпијског програма. Олимпијски хокејашки турнир ће се одржавти у периоду од 4. до 20. фебруара 2020. године у Националном затвореном стадиону (капацитета 18.000 места) и Вуксонг арени (капацитета 6.000 места).
На турниру је учествовало укупно 22 репрезентације, 12 у мушкој и 10 у женској конкуренцији. Титулу брани репрезентација Русије у мушкој и САД у женској у конкуренцији.

## Мушки турнир
У мушком делу турнира учествовује укупно 12 репрезентација. Директан пласман на олимпијску турнир у Пекингу уз домаћина Кину, обезбедило је 8 најбоље пласираних хокејашких репрезентација на ранг листи ИИХФ-а формираној 2020. године. Преостала 3 места попуњена су кроз квалификације.
| Директни учесници - #1 Канада - #2 Русија - #3 Финска - #4 Шведска - #5 Чешка | Директни учесници - #6 САД - #7 Немачка - #8 Швајцарска - Кина (домаћин) | Квалификанти - Словачка - Летонија - Данска |

Турнир ће бити одржан по истом систему као и на ЗОИ 2010. Ванкуверу, ЗОИ 2014. у Сочију и ЗОИ 2018. у Пјонгчангу. У основној фази екипе су подељене у 3 групе са по 4 тима, а игра се по систему свако са сваким. Три победника сваке од група и најбољерангирана другопласирана селекција обезбедиће директан пласман у четврфинале турнира, док је преосталих 8 репрезентација разигравази за четврфинале по елиминационом систему. Даље се игра по елиминационом систему све до утакмица за медаље.

## Женски турнир
У женском делу турнира учествовује је укупно 10 репрезентација. Директан пласман на олимпијски турнир у Пекингу обезбедило је уз домаћина и 6 најбоље пласираних хокејашких репрезентација на ранг листи ИИХФ-а формираној 2020. године, док су преостала 3 места попуњена кроз квалификације.
| Директни учесници - #1 САД - #2 Канада - #3 Финска - #4 Русија | Директни учесници - #5 Швајцарска - #6 Јапан - Кина (домаћин) | Квалификанти - Чешка - Шведска - Данска |

У првом делу екипе су подељене у две групе са по 5 тима. Групе су формиране на основу пласмана на ИИХФ ранг листи, тако да су се у групи А налазе 5 најбоље пласиране селекције, а у групи Б преостала 5 тима. У групној фази игра се по систему свако са сваким. Свих 5 репрезентација из групе А и три првопласиране из Групе Б обезбедиле су пласман у четвртфинале. Две последње пласиране селекције из групе Б су завршавале такмичење.